# Велим (полигон)
Железнодорожный испытательный полигон Велим (чеш. Železniční zkušební okruh Velim) — замкнутая железнодорожная линия, оборудованная для испытаний железнодорожной техники. Расположен в Чехии в окрестностях города Церхенице; также известен как Железнодорожный испытательный полигон Церхенице (чеш. Železniční zkušební okruh Cerhenice).
Полигон управляется Железнодорожным научно-исследовательским институтом (чеш. VUZ, Výzkumný ústav železniční).

## Особенности испытательной трассы
Путевая схема, состоящая из двух замкнутых колец и нескольких подъездных веток, была построена в 1963 году силами Организации сотрудничества железных дорог (ОСЖД) по образцу советского Экспериментального кольца ВНИИЖТ в Щербинке. Малое кольцо протяжённостью 3,951 км с его подъездными путями полностью расположено внутри большого кольца длиной 13,276 км (включающего две прямые линии по 1,983 км и две кривые радиусом 1,4 км и протяжённостью по 4,656 км). Ширина колеи — 1435 мм (европейская колея).
Вся схема расположена в 50 км от Праги на железнодорожной линии Прага — Колин, в окрестностях городов Церхенице и Подебрады, а также сёл Велим, Врбова Лхота, Ратенице, Пнов-Предхради, Клипец. Внутри схемы полностью расположено село Соколец.
Большое кольцо рассчитано на движение подвижного состава (ПС) со скоростью до 210 км/ч либо до 230 км/ч (в зависимости от ходовых качеств ПС). Скорость на малом кольце ограничена до 90 км/ч.
В зависимости от типа испытуемого электромоторного ПС может быть выбран один из пяти стандартов питания, применяемых в европейских странах; причём предусмотрен участок пути длиной 1,5 км, оборудованный третьим (токоведущим) рельсом для возможности испытания электровагонов с этим типом подвода энергии. Основные параметры доступных на полигоне стандартов питания приведены ниже в таблице.
Полигон оснащён тестовой аппаратурой (например, системой измерения шума), работает с системами ETCS первого уровня и GSM-R.

### Комментарии
1. 1 2  Для поездов с наклоняющимися при вхождении в поворот вагонами допускается движение со скоростью до 230 км/ч.
2. ↑  Global system for mobile communication — railway (Глобальная система для мобильной связи — железнодорожная).